# Los Angeles International Airport

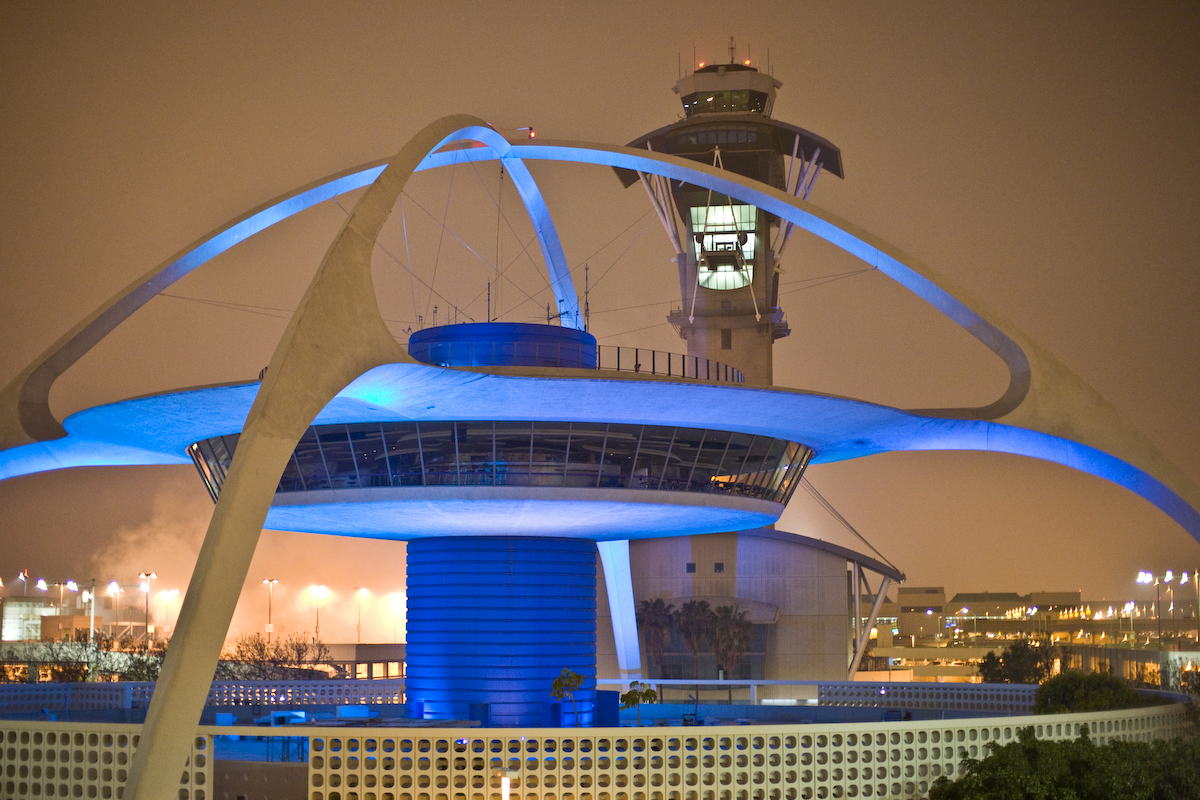
Encounter Restaurant, met op de achtergrond de verkeerstoren.

De internationale luchthaven van Los Angeles (Engels: Los Angeles International Airport) is de grootste luchthaven in de agglomeratie Los Angeles. De afkorting voor het vliegveld is LAX, vroeger simpelweg LA. Toen men overstapte op afkortingen van drie letters moest er een derde letter worden toegevoegd. Aangezien er geen duidelijke letter voorhanden was, koos men voor de X.

## Geschiedenis
LAX is sinds 1928 in gebruik als vliegveld. Tijdens de Tweede Wereldoorlog werd het vliegveld vrijwel uitsluitend gebruikt door het leger. Commerciële vluchten vonden plaats vanaf december 1946. Het huidige terminalcomplex is gebouwd in 1961 en begin jaren 1980 werd er onderscheid gemaakt tussen binnen- en buitenlandse terminals. Ook werd het wegennet uitgebreid met o.a. een dubbeldeksweg waarbij de onderste weg gebruikt wordt voor aankomende passagiers en de bovenste voor de vertrekkende.

## Algemene informatie
Het vliegveld ligt ongeveer 24 km ten zuidwesten van Los Angeles op het grondgebied van de wijk Westchester en heeft 8 terminals. Kenmerkend voor het vliegveld is sinds 1961 de Theme Building, met daarin het Encounter Restaurant, dat met zijn witte bogen meteen de aandacht trekt.
In 2010 werden 58.915.100 passagiers verwerkt op LAX, hiermee staat LAX op de zesde plaats van druk bezochte luchthavens ter wereld. Het vliegveld is tevens een belangrijke hub voor United Airlines en Alaska Airlines. American Airlines, Southwest Airlines en Allegiant Air maken ook intensief gebruik van LAX. LAX fungeert tevens als internationale gateway voor Delta Air Lines.
LAX is de drukste luchthaven van Californië, gevolgd door San Francisco International Airport (SFO).
In 2017 was het passagiersaantal gestegen tot 84.557.968, wat LAX op de vijfde plaats bracht van 's werelds grootste luchthavens en tevens betekende dat het de drukste luchthaven van de Verenigde Staten was geworden.
De drukste routes in 2019 waren het traject naar San Francisco met jaarlijks 1,86 miljoen reizigers, het traject naar JFK New York met 1,76 miljoen en naar London Heathrow met 1,63 miljoen. De vijf grootste luchtvaartmaatschappijen op de luchthaven zijn in volgorde American Airlines met 12,2 miljoen passagiers en een marktaandeel van 20,13%, Delta Air Lines met 11,1 miljoen en 18,31%, Southwest Airlines met 9,6 miljoen en 15,84% marktaandeel, United Airlines (9,1 miljoen, 14,98%) en Alaska Airlines met 5,3 miljoen passagiers en 8,72% marktaandeel.
De KLM vliegt rechtstreeks op LAX. De vluchten, vaak uitgevoerd met een Boeing 747-400 Mixed Configuration, komen aan op de Tom Bradley International Terminal. Deze vluchten worden ook uitgevoerd onder Code sharing met Delta Air Lines.
De luchthaven wordt bediend door Metro Rail met lijn C. Deze lightrail-lijn heeft een halte vlak bij de luchthaven "Aviation/LAX station" hier kunnen de reizigers overstappen op een gratis shuttle bus die hen naar hoofdingang brengt. Het station is immers nog een redelijke afstand gelegen van de gebouwen zelf. 
Vanaf 2023 zal ook lijn K de luchthaven bedienen met een nieuw station dat dichterbij de hoofdingang zal liggen. Reizigers zullen dan de kortere afstand kunnen overbruggen met een nieuwe people mover die dan ook in dienst zal genomen worden.

## Terminals

### Terminal 1
Terminal 1 had vijftien gates: 1-3, 4A, 4B en 5-14. Terminal 1 is gebouwd in 1984 en was vroeger qua aantal gates de grootste terminal. In 2018 werd een renovatie afgerond en had de terminal dertien gates: Gates 9, 10, 11A–11B, 12A–12B, 13–15, 16, 17A–17B, and 18A–18B. De belangrijkste gebruiker is Southwest Airlines geworden. In het verleden was het de terminal van onder meer AirTran Airways, America West Airlines en US Airways.

### Terminal 2

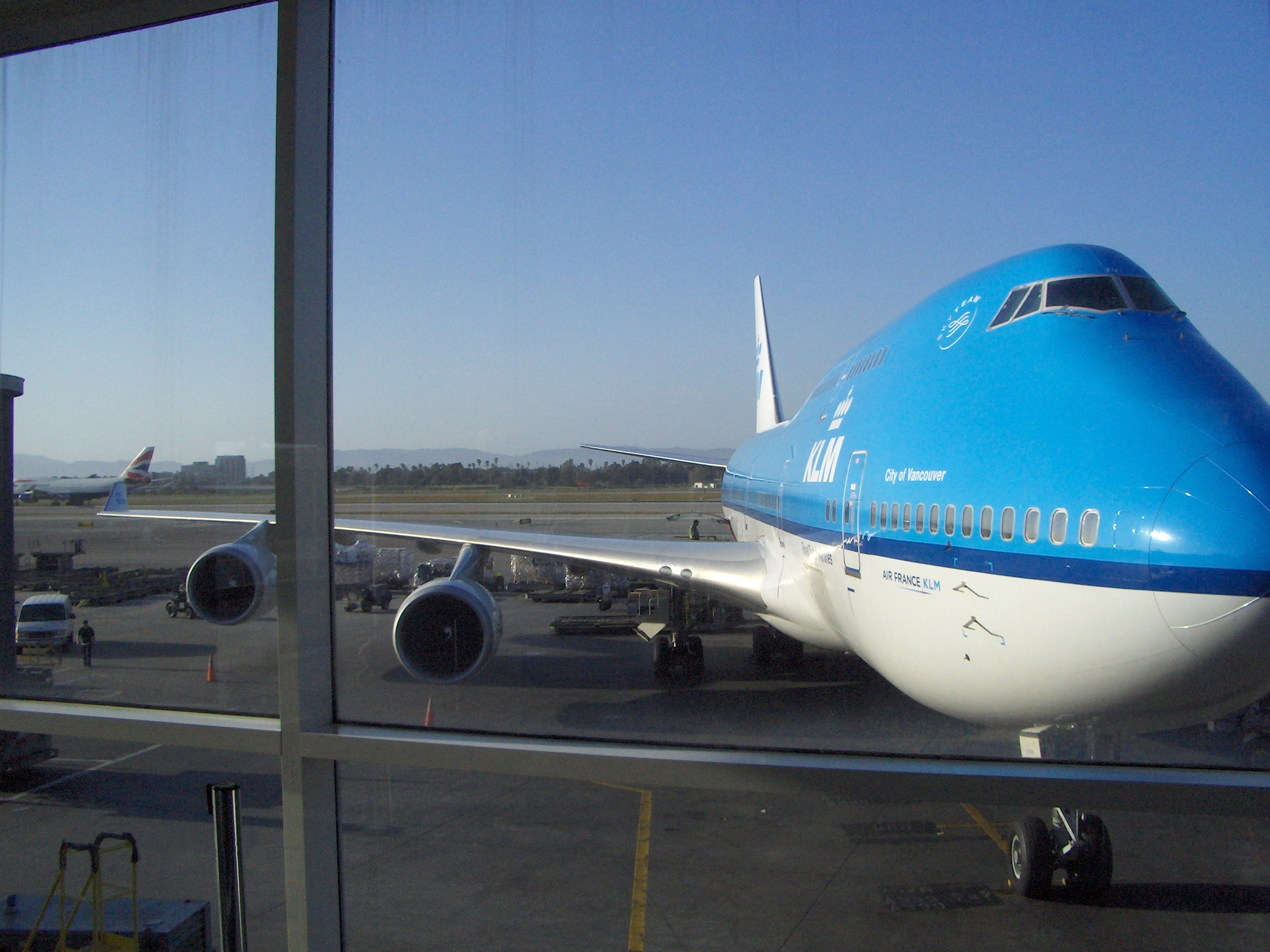
KLM Boeing 747-400 bij terminal 2 op LAX

Terminal 2 heeft twaalf gates: 21, 21B, 22, 22A, 23, 23A, 24, 24A en 25-28. Terminal 2 is gebouwd in 1962 en is van oorsprong de internationale terminal, tussen 1984 en 1988 is deze terminal geheel verbouwd. Terminal 2 is voorzien van douane- en grensbewakingsfaciliteiten om internationale passagiers te kunnen verwerken. Delta Air Lines gebruikt de terminal, naast onder andere Aer Lingus, Aeroméxico, Virgin Atlantic en WestJet. Historische klanten waren Northwest Airlines en Pan American World Airways.

### Terminal 3
Terminal 3 heeft twaalf gates: 30, 31A, 31B, 32, 33A, 33B, 34-36, 37A, 37B en 38. Terminal 3 werd geopend in 1961. De historische gebruiker van de terminal was Trans World Airlines. Tegenwoordig wordt de terminal veelal gebruikt door Delta Air Lines.

### Terminal 4
Terminal 4 heeft zestien gates: 40, 41, 42A, 42B, 43-45, 46A, 46B, 46C, 47A, 47B, 48A, 48B, 49A en 49B. Terminal 4 is gebouwd in 1961 en is in 2001 voor een bedrag van 400 miljoen dollar volledig gerenoveerd. Dit om zowel de functionaliteit als het uiterlijk van de terminal te verbeteren. Ook is er een douanefaciliteit geopend, zodat internationale vluchten van American Airlines verwerkt kunnen worden. Dit was en is de terminal van American Airlines.

### Terminal 5

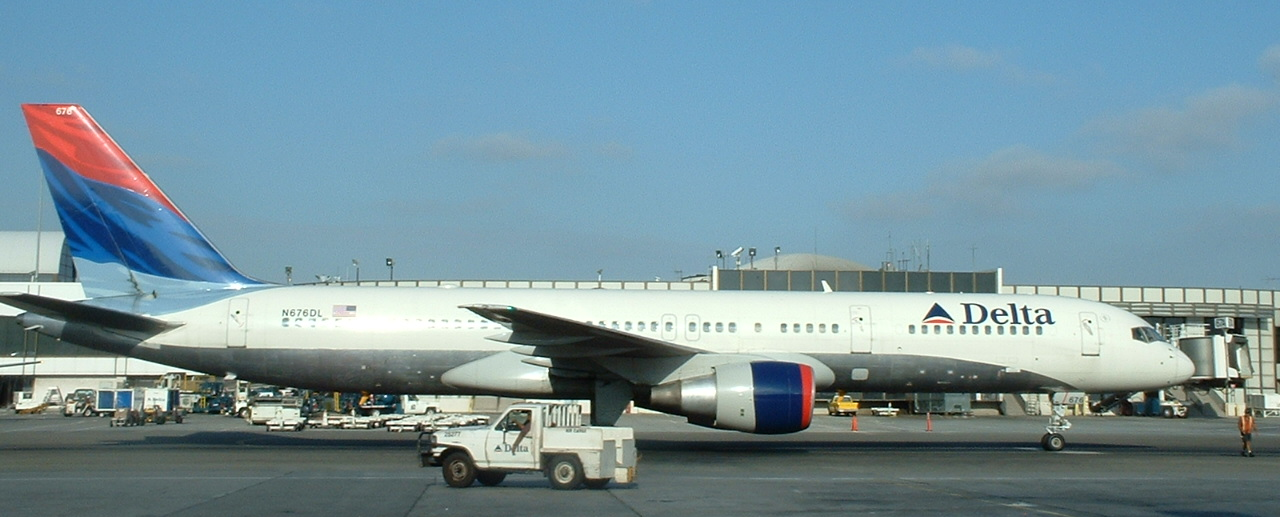
Delta Boeing 757-232 op LAX in Augustus 2003

Terminal 5 heeft vijftien gates: 50A, 50B, 51A, 51B, 53A, 53B, 54A, 54B, 55A, 56, 57, 58 en 59. Terminal 5 is gemoderniseerd tussen 1986 en 1988. Deze terminal had de bijnaam 'Delta's Oasis at LAX', vanwege de slogan 'Take Five at LAX' die Delta Airlines vroeger gebruikte. Zeer veel vluchten van Delta Airlines werden in het verleden uitgevoerd vanaf terminal 5. In mei 2017 verhuisde Delta naar de terminals 2 en 3. Terminal 5 wordt nu gebruikt door American Airlines, American Eagle, Allegiant Air, Frontier Airlines, Hawaiian Airlines, JetBlue en Spirit Airlines.

#### Regional Terminal

Diagram van de belangrijkste terminals van LAX

De Regional Terminal heeft negen gates: 52A-52I, en wordt uitsluitend gebruikt voor American Eagle-vluchten. Dat is waarom het ook bekendstaat als The eagle's nest.
De Terminal is gelegen aan de zuidkant van de luchthaven, ten oosten van Terminal 8 en over de Sepulveda Boulevard. Omdat het fysiek gescheiden is van de andere terminalgebouwen, hebben de passagiers toegang tot de Regional Terminal met behulp van een systeem van shuttle bussen. Bussen rijden tussen de Regional Terminal en Terminal 4 en Terminal 5, die de andere gates van American Airlines huist.
De gate-nummers van de regionale Terminal (52A-52I) zijn bedoeld om passagiers die hun reis van LAX starten aan te moedigen om via de minder drukke Terminal 5 de luchthaven binnen te gaan en aan boord te gaan van de bus bij een halte bij Gate 52. Maar aangezien de meerderheid van de hoofdlijnen van American Airlines uit Terminal 4 vertrekt, wordt er bovendien een afzonderlijke busdienst naar die Terminal uitgevoerd om de verbindingstijden te minimaliseren.
De terminal beschikt niet over jet bridges, maar ,in plaats daarvan, een overdekte loopzone met toegang tot de tarmac bij elke gate waar de passagiers toegang tot de vliegtuigen kunnen verkrijgen.

### Terminal 6

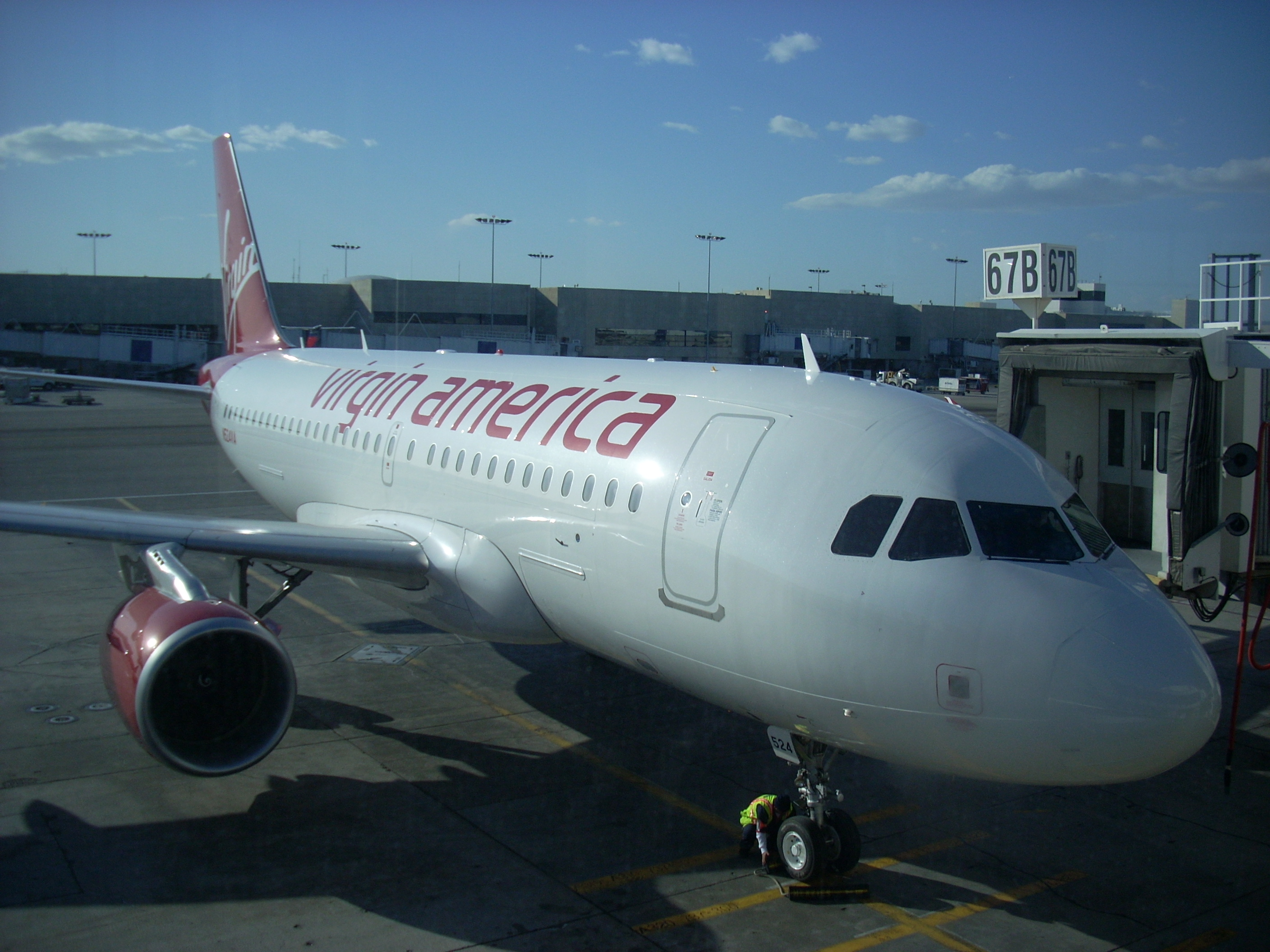
Een Virgin America Airbus A319 bij terminal 6

Terminal 6 heeft veertien gates: 60, 61, 62, 63, 64A, 64B, 65A, 65N, 66, 67, 68A, 68B, 69A en 69B. Er zijn vrijwel geen wijzigingen aangebracht aan deze terminal sinds de opening in 1961. Wel zijn er in 1979 enkele nieuwe gates toegevoegd. Gebruikers zijn Alaska Airlines, Air Canada, Boutique Air, Mokulele Airlines en VivaAerobus. Eerdere gebruikers waren onder meer Continental Airlines, Eastern Air Lines en Virgin America.

### Terminal 7
Terminal 7 heeft vijftien gates: 70A, 70B, 71A, 71B, 72A, 72B, 73, 74A, 74B, 75A, 75B, 76A, 76B, 77A en 77B. Deze terminal werd geopend in 1962. Deze terminal was en is een 'thuishaven' van United Airlines. Deze maatschappij gebruikt LAX als een van hun belangrijkste hubs. De terminal werd tussen 1998 en 1999 gerenoveerd, en kreeg in 2017 nog een update.

### Terminal 8
Terminal 8 heeft zeven gates: 81, 83, 84, 85, 86, 87 en 88. Deze terminal is gerealiseerd in 1988 voor met name kleinere vliegtuigen. Eerder Shuttle by United, nu United Express is de belangrijkste gebruiker hoewel soms ook vluchten van United Airlines hier vertrekken.

### Tom Bradley International Terminal (TBIT)

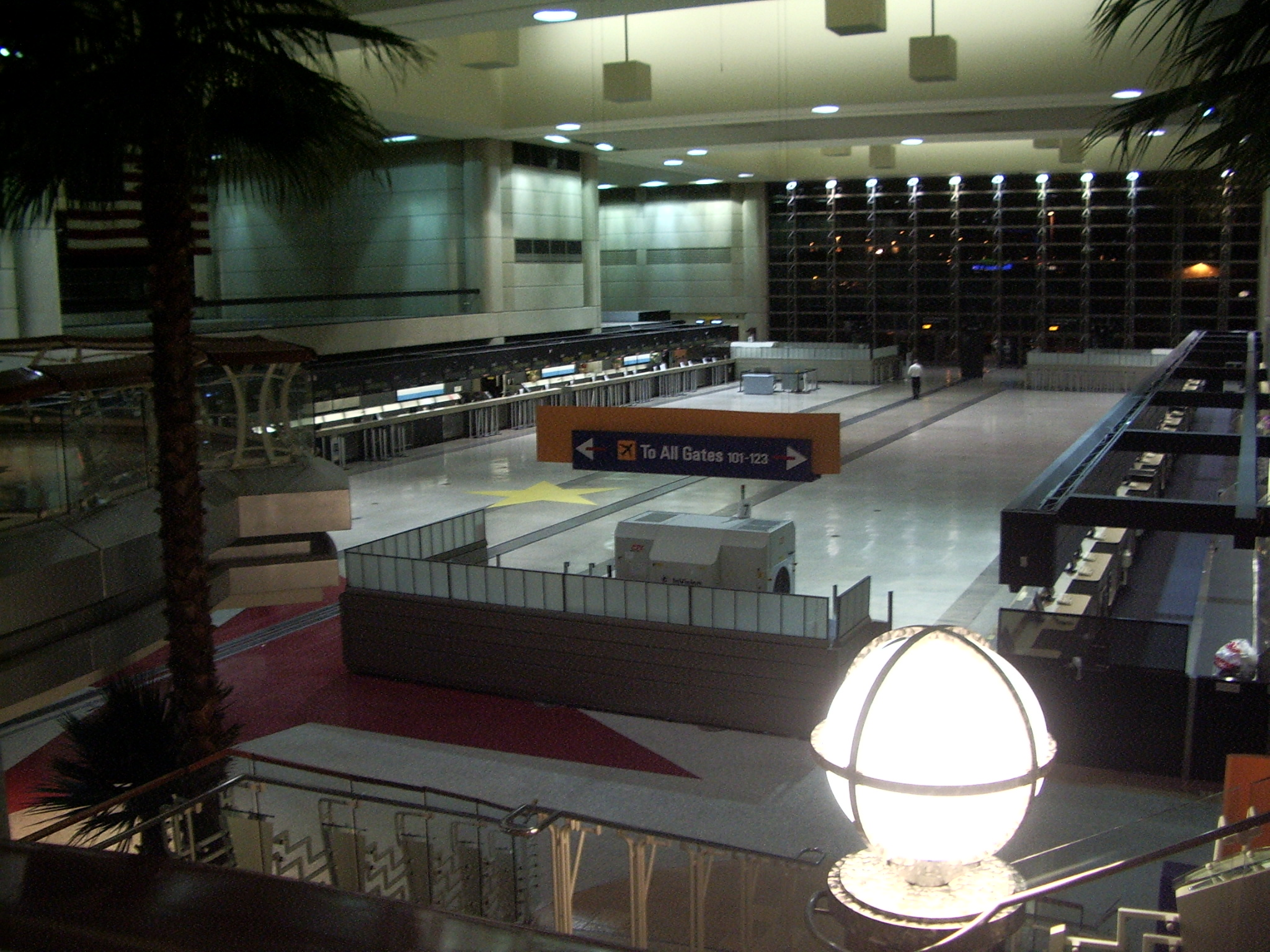
Tom Bradley International Terminal

De Tom Bradley International Terminal heeft 28 gates.
Deze terminal werd geopend vanwege de Olympische Zomerspelen 1984 en is vernoemd naar Tom Bradley, de eerste Afro-Amerikaanse en tevens langstzittende (20 jaar) burgemeester van Los Angeles. Deze terminal bevindt zich tussen terminal 3 en 4. Tussen 2010 en 2014 kreeg de terminal een grote update en uitbreiding voor 2 miljard dollar. In totaal doen 34 maatschappijen deze terminal aan worden en er worden 10 miljoen passagiers per jaar verwerkt.

## Trivia
- In het vliegveld werd in 2007 de videoclip van het nummer Makes Me Wonder van Maroon 5 opgenomen. Het gebeurde in gate M5 (Maroon 5).